# 정시화
정시화(1942년~)는 대한민국의 디자이너·국민대학교 명예교수이다.

## 약력
- 1965 서울대학교 미술대학 응용미술학과
- 1965 서울대학교 미술대학원(미술학 석사)
- 1965 서울대학교 교육대학원(교육석사)
- 1989 교육부 국비파견 연수교수 (런던 Central St. Martins College or Art & Design)
- 1976 - 2007 국민대학교 조형대학 시각디자인학과 교수

## 저서
- 1971 허버트 리이드의 디자인론-번역서(文旺社)
- 1979 포스터 디자인사-번역서(미진사)
- 1976 한국의 현대 디자인(열화당문고)
- 1980 현대 디자인 연구(미진사)
- 1991 산업디자인 150년(미진사)

## 디자인관련단체
- 1972 - 1992 한국시각디자인협회(KSVD)회원·국제담당 부회장
- 1983 - 1983 ICOGRADA 정기총회 한국시각디자인협회(KSVD) 대표참가
- 1999 - 2001 한국색채학회 이사
- 2003 - 2005 한국색채학회 고문
- 1992 일본기초디자인학회 발기 회원
- 1990 - 2006 국제정보디자인협회(IIID)회원

## 논문
- 1975 한국 현대디자인의 발전적 성찰 Ⅰ~Ⅳ (건축 예술 종합지 공간)
- 1978 한국의 공업 디자인(일본-인더스트리얼 디자인)
- 1983 한국의 그래픽 디자인(독일 NOVUM 그래픽 잡지)
- 1983 한국인의 색책의식(조형논총)
- 1994 한국의 그래픽 디자인(스위스 그래픽 디자이너 연감)
- 1999 한국과 호주의 디자인 직업의식에 관한 연구(공동연구)
- 2003 한국색채문화의 특성(한국색채학회 동계학술대회)
- 2003 문화 정체성과 디자인
- 2004 디자인학의 미래(한국디자인학회 발제 강의논문)
- 2007 한국의 근대 디자인(한국디자인학회 발제 강의논문)